# Heksenvingermos
Heksenvingermos (Physcia tenella) is een korstmos uit de familie Physciaceae.

## Determinatie
Heksenvingermos is een bladvormig korstmos. Het thallus groeit in rozetten die zelden groter worden dan 5 cm. De kleur van het bovenoppervlak van het thallus varieert van witachtig tot grijs. De onderkant van het thallus is witachtig van kleur. Vaak vloeien aangrenzende thalli tot grotere clusters. De lobben zijn liggend tot iets opstijgend en lichtgrijs (groenig wanneer nat), niet gemarmerd, met witte plekken en vrij smal (tot 2 mm). Sorediën zijn altijd aanwezig en bevinden zich aan het einde van de lobben, ze zijn plat of lipvormige. Hier worden soralen gevormd, die dienen voor de vegetatieve vermeerdering van het korstmos. Aan het einde van de lobben bevinden zich witte of zwart ciliën, dit zijn randstandige, haarachtige uitsteeksels. Apotheciën zijn zelden aanwezig. Indien aanwezig hebben ze een diameter tot 2 mm en zijn deze donkerbruin of zwart met een grijze, gladde of gekartelde (bij oudere vruchtlichamen) rand. Ze hebben een diameter tot 2 mm, donkerbruin of zwart, kale of licht bestrooide schijven. Isidiën zijn niet aanwezig.
Het thallus heeft de volgende kleurreacties: K+ geel, C-, KP+ intens geel tot oranje.
In ascus zitten acht tweecellige bruine ascosporen met verdikte wanden. Ze hebben een afmeting van 15–21 × 8–10 µm.

### Gelijkende taxa
Heksenvingermos lijkt op kapjesvingermos (Physcia adscendens), maar deze:
- heeft sorediën op helmvormige kapjes in plaats van op de lipsoralen;
- is minder groen gekleurd (vooral nat goed te zien);
- heeft de lobben wel gemarmerd.

## Ecologie
Heksenvingermos groeit op goed belichte, vrijstaande bomen met een niet te zure schors. Het kan voorkomen op zowel de stam als op takken en twijgen. Ook te vinden op allerlei soorten stenen, hout, plastic, etc.

### Syntaxonomie
In de syntaxonomie staat heksenvingermos te boek als kensoort voor de klasse van haarmutsen en vingermossen.

## Verspreiding
Heksenvingermos is wijdverbreid. Het komt voor in Noord-, Midden- en Zuid-Amerika, het Noordpoolgebied, Europa, Azië en verschillende plaatsen in Afrika. Het komt vooral voor op de voedselrijke bast van loofbomen, slechts zelden op rotsen. Vanwege zijn relatieve ongevoeligheid voor luchtverontreinigende stoffen, wordt het ook vaak aangetroffen in grote steden. In Nederland is het een vrij algemene soort. Het is niet bedreigd en staat niet op de rode lijst.

## Fotogalerij

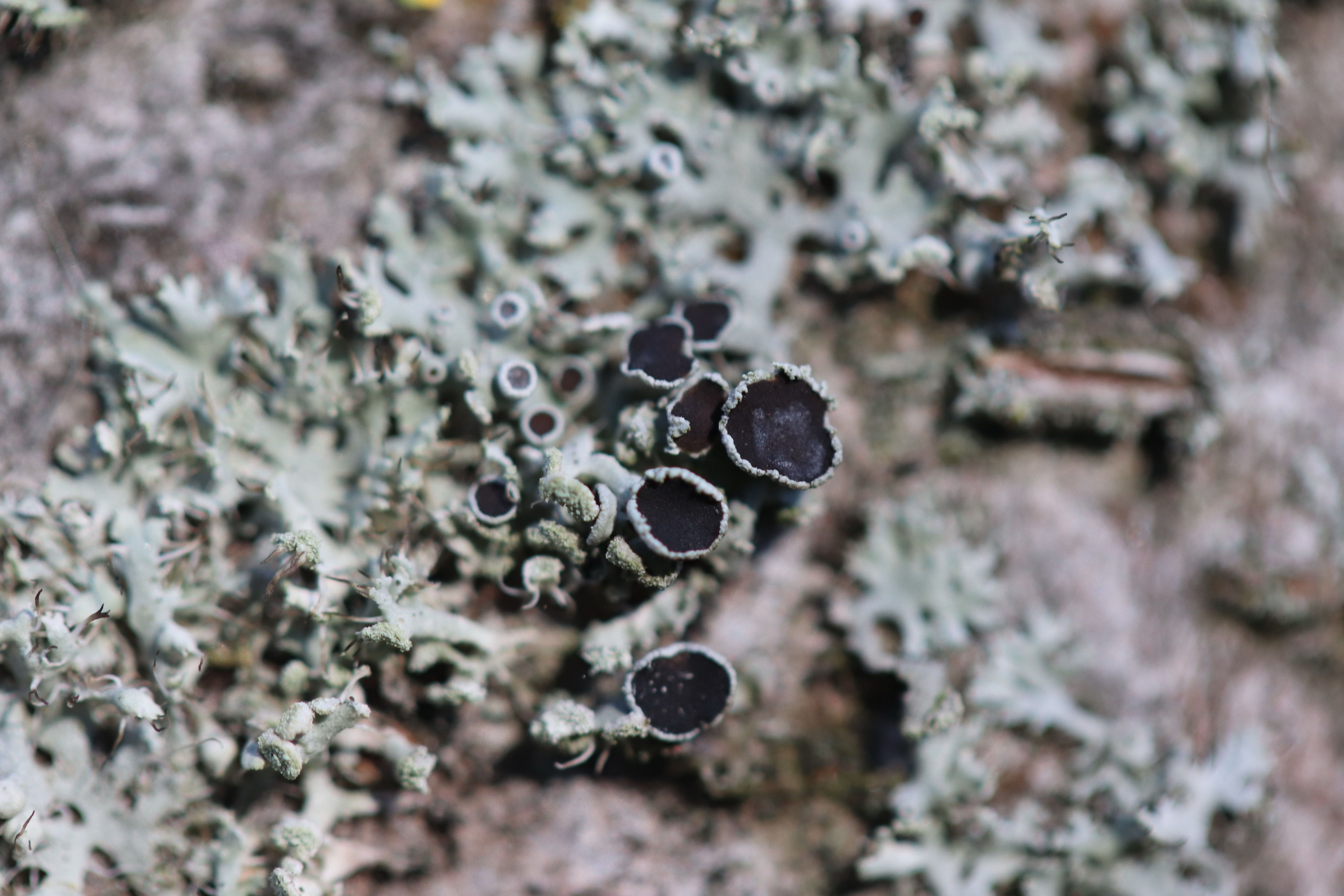
Apotheciën
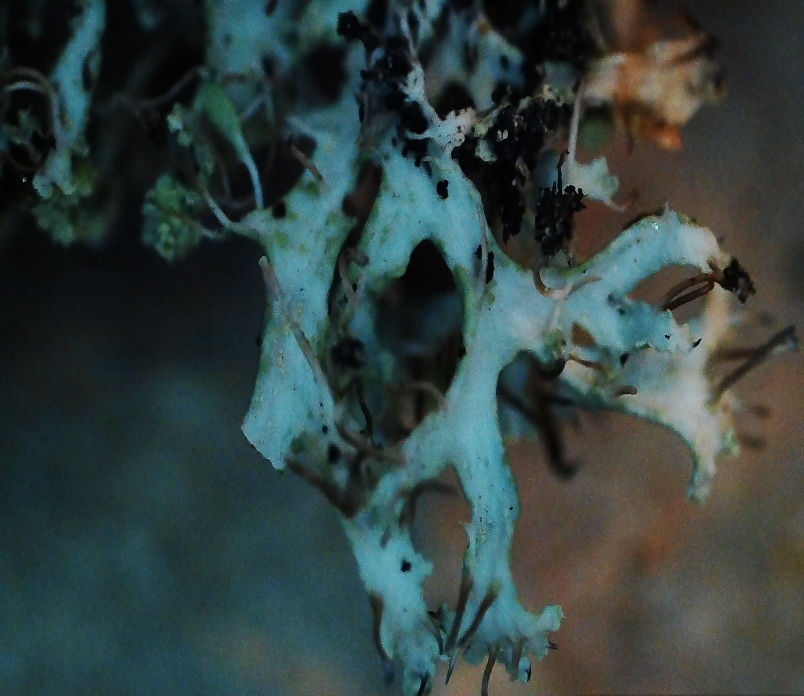
Ciliën
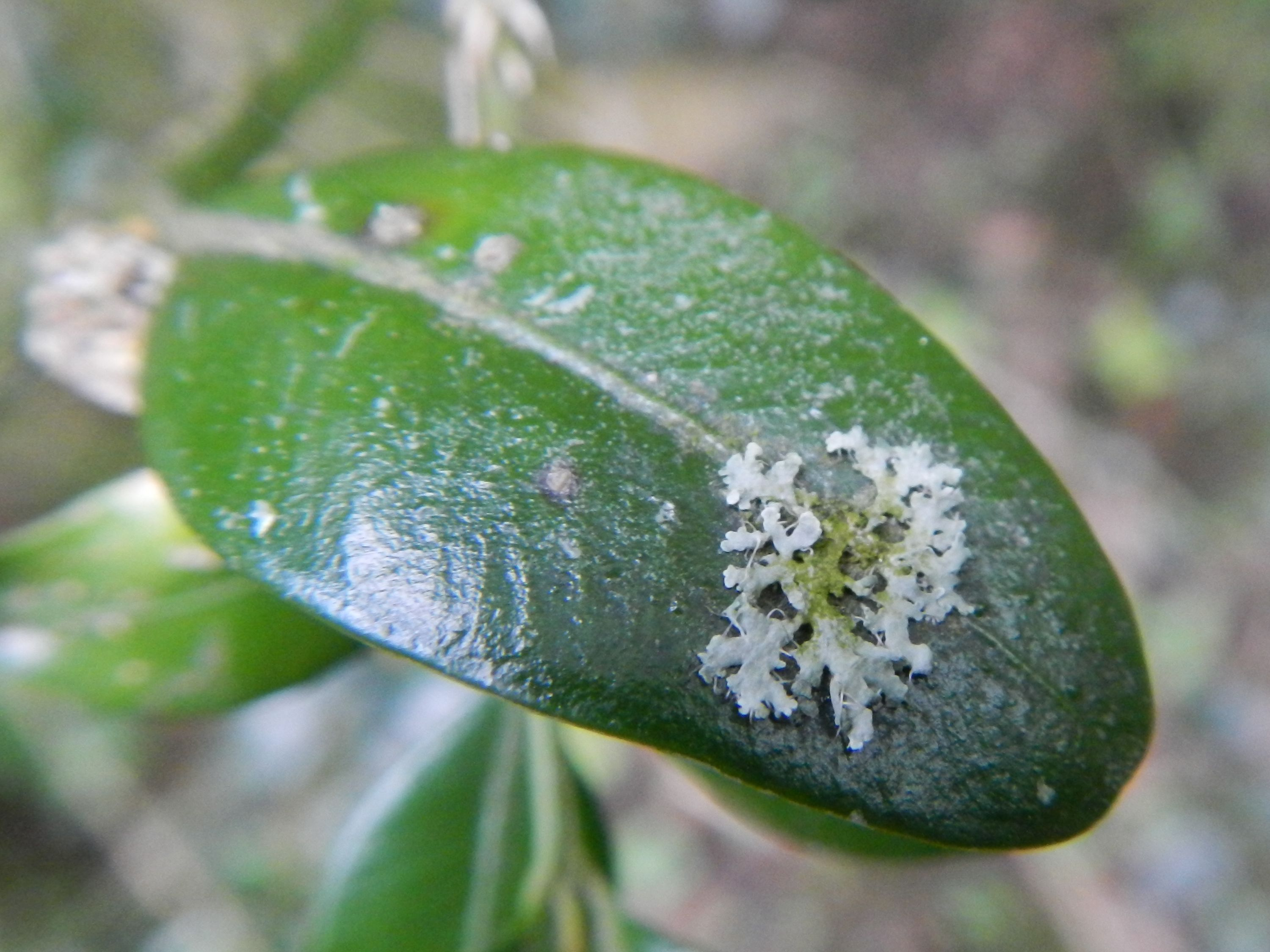
Een epifylisch exemplaar
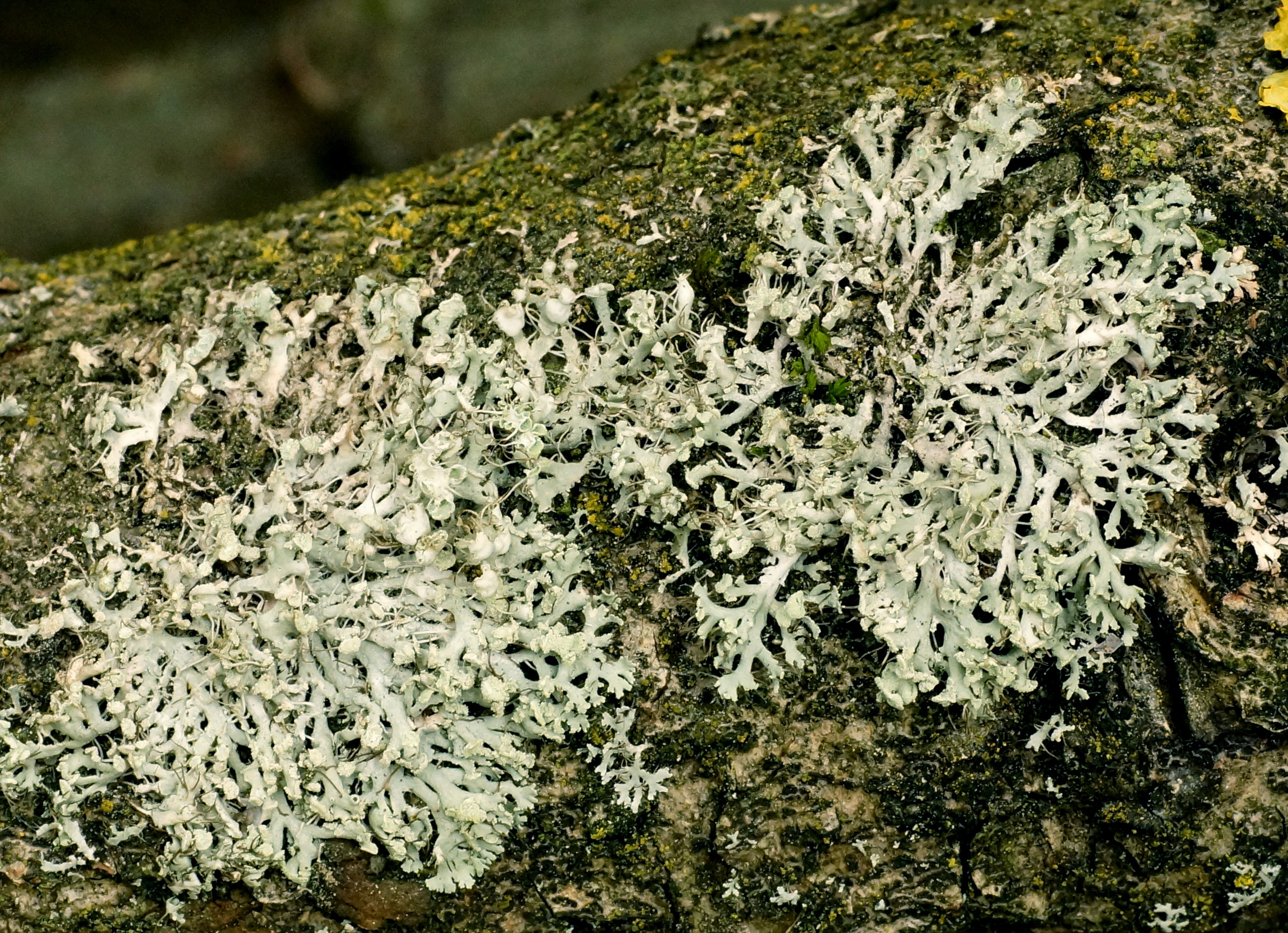
Clusters